# Alfred Dreyfus
Alfred Dreyfus (AFI [alfrɛː drify]; Mulhouse, 9 de outubro de 1859 — Paris, 12 de julho de 1935) foi um capitão da artilharia do exército francês, de fé e origem judaica. Injustamente acusado e condenado por traição - depois anistiado e reabilitado - foi personagem central de um famoso episódio de conotações sociais e políticas, durante a Terceira República Francesa, que ficou conhecido como o caso Dreyfus.

## O Caso

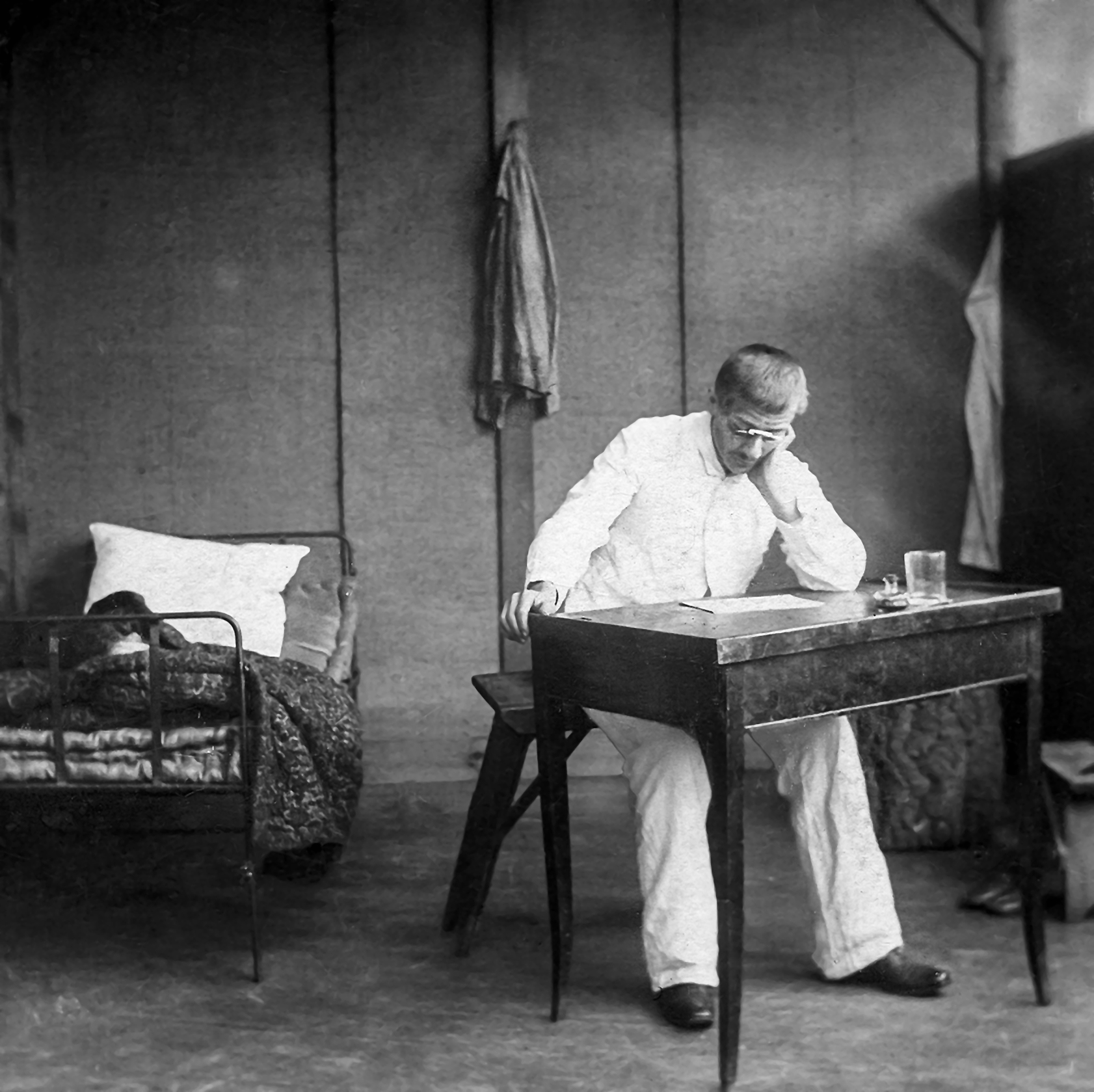
Alfred Dreyfus em seu quarto na Ilha do Diabo em 1898, estereoscopia vendido por F. Hamel, Altona-Hamburg...; coleção Fritz Lachmund

Incriminado por um conjunto de documentos falsos, conhecidos como o le bordereau, seu caso repercutiu por todo o mundo. Inserida no quadro de uma campanha nacionalista e revanchista contra o Império alemão, que acabou por assumir características de antissemitismo, com a condenação dos judeus como não-franceses, essa farsa foi sendo aos poucos esclarecida graças à atuação dos escritores Anatole France (1844-1924) e Émile Zola (1840-1902), além do brasileiro Rui Barbosa, uma das vozes pioneiras no caso. O incidente envolveu toda a sociedade francesa, enfraqueceu os monarquistas e abalou o antissemitismo nacional.

## A Prisão
Em 1894 Alfred Dreyfus foi acusado por monarquistas de ter vendido segredos militares aos alemães. Foi preso a 15 de outubro de 1894 e, em 5 de janeiro do 1895, foi degradado, sendo-lhe retirados os galões de oficial numa cerimônia humilhante. Foi condenado unanimemente à prisão perpétua na Ilha do Diabo, na Guiana Francesa.

## A revelação
Em 13 de Janeiro de 1898, no jornal L'Aurore, Émile Zola escreveu a famosa carta aberta ao presidente da França, intitulada J'accuse...! (Eu acuso...!), denunciando o Alto Comando Militar francês, os tribunais e todos os que condenaram Dreyfus, incendiando a opinião pública nacional. O escritor se apoiava no trabalho do chefe do serviço secreto francês, coronel Georges Picquart, que concluía que os documentos contra Dreyfus haviam sido falsificados.
Émile Zola acabou condenado a um ano de prisão, por difamação, mas revelações da falsificação de documentos levaram Dreyfus a ser novamente julgado. Um tribunal militar, em 1899, novamente condenou-o à prisão, desta vez por um período de dez anos. Anos depois, Dreyfus teve sua condenação anulada, por ordem do Executivo, deixou a prisão e foi viver com uma das suas irmãs, em Carpentras, e, mais tarde, em Cologny. Foi oficialmente reabilitado em 1906, e, em 15 de Outubro do mesmo ano, foi-lhe dado o comando da unidade de artilharia de Saint-Denis. Apesar de amplas provas demonstrando que o verdadeiro espião era Charles-Ferdinand Walsin Esterhazy, e que o julgamento de Dreyfus havia sido objeto de erros grosseiros motivados pelo antissemitismo e pela incapacidade do exército de assumir seus erros, o exército continuou sustentando a acusação contra Dreyfus, de ser um traidor ou pelo menos suspeito de traição.
Em 4 de Junho de 1908 sofreu um atentado a bala durante a cerimónia da transferência das cinzas de Émile Zola para o Panteão de Paris, ficando apenas ferido num braço. O autor do atentado, o jornalista Louis Grégori, foi absolvido da acusação de tentativa de homicídio. Alfred Dreyfus morreu em Paris, a 12 de julho de 1935 e foi ali sepultado no Cemitério do Montparnasse.

## Filmes Relacionados
- L'Affaire Dreyfus, Georges Méliès, Stumm, França, 1899
- Trial of Captain Dreyfus, Stumm, Estados Unidos, 1899
- Dreyfus, Richard Oswald, Alemanha, 1930
- O Caso Dreyfus, Kraemer FW, Rosmer Milton, Estados Unidos, 1931
- A Vida de Emile Zola, Estados Unidos, 1937
- I Accuse!, José Ferrer, Inglaterra, 1958
- Prisoner of Honor, Ken Russell, Estados Unidos, 1991 (centra-se nos esforços do coronel Picquart a fim de anular a sentença de Alfred Dreyfus; o coronel Picquart foi interpretado pelo ator americano Richard Dreyfuss, que cresceu pensando que Alfred Dreyfus e [ele] eram da mesma família)
- L'Affaire, Dreyfus, Yves Boisset, França, 1995 (lançado na Alemanha sob o título Die Affäre de Dreyfus)
- J'accuse, Roman Polanski, França, 2019

## Galeria

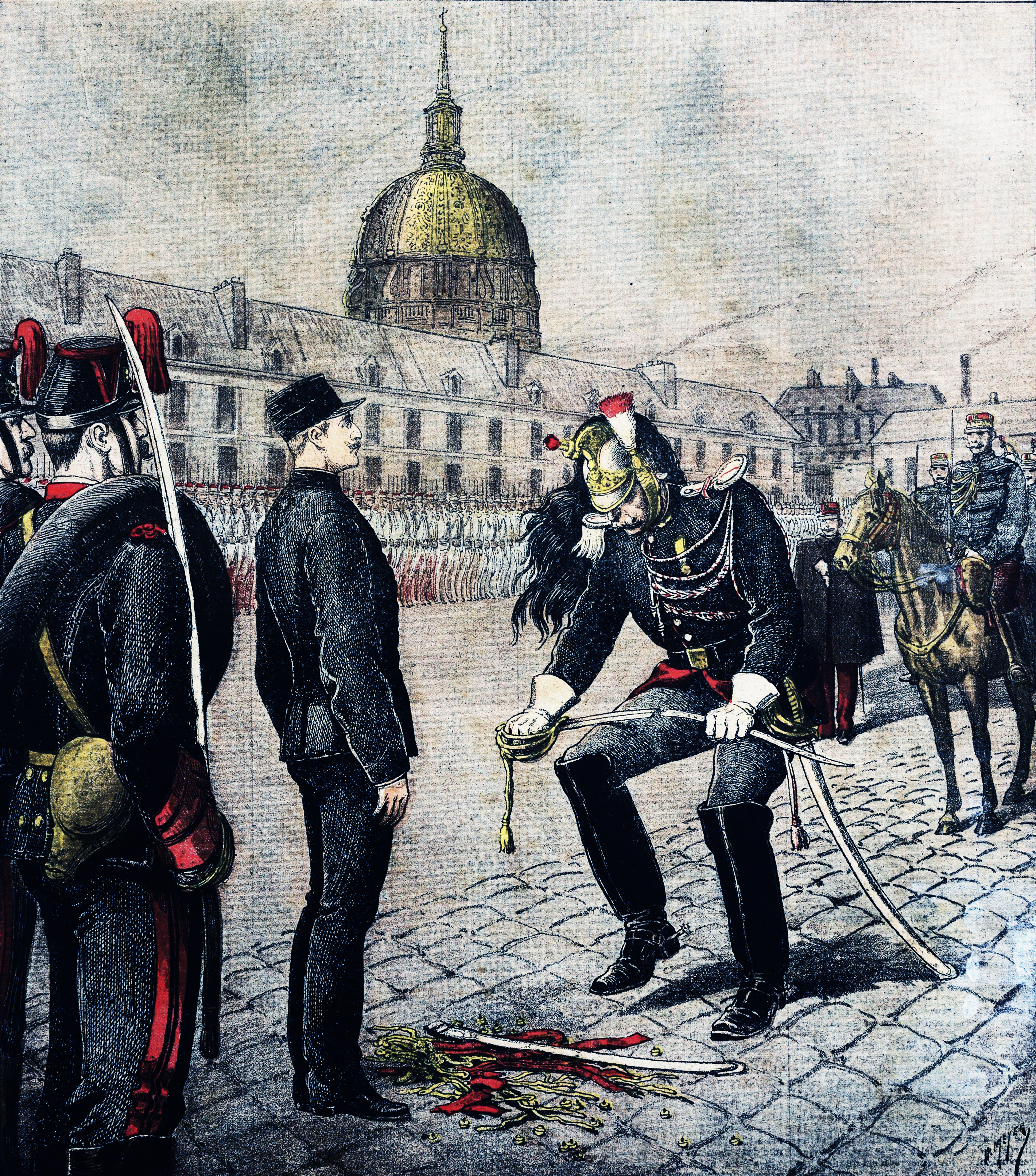
Cerimônia de degradação de Alfred Dreyfus.
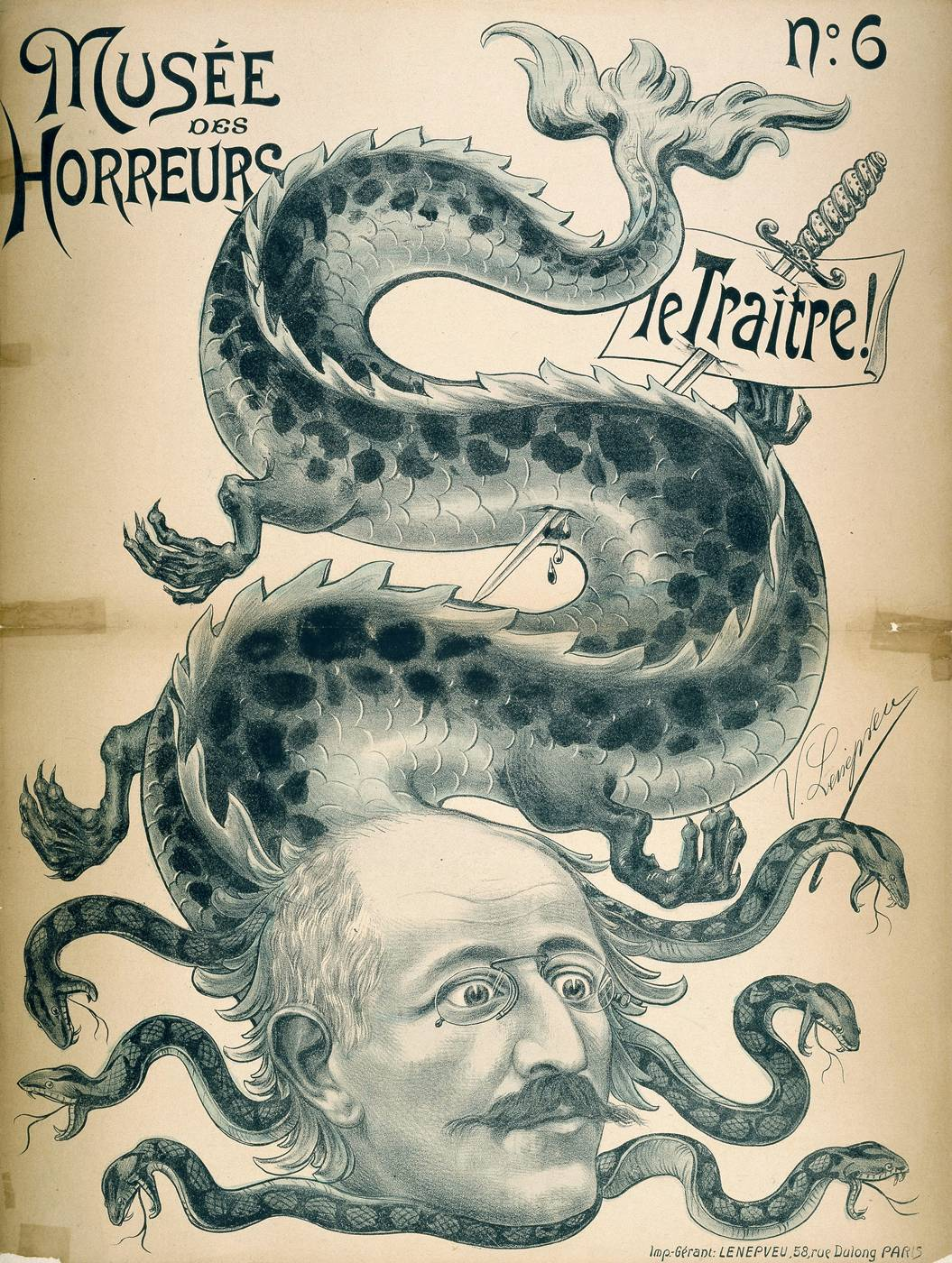
Dreyfus Le Traitre: caricatura da década de 1890 mostrando-o como traidor.
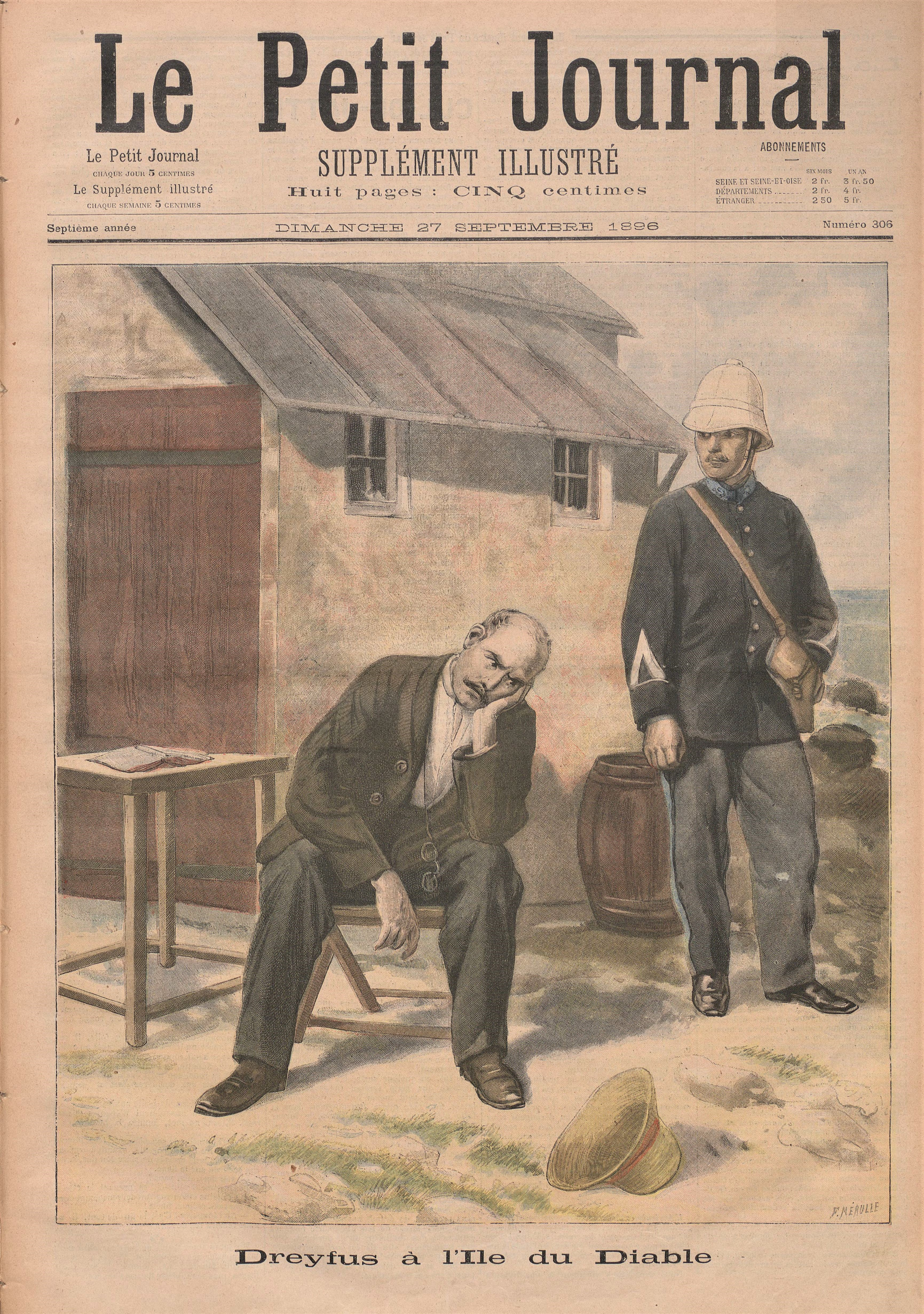
Capa do Le Petit Journal sobre o caso Dreyfus
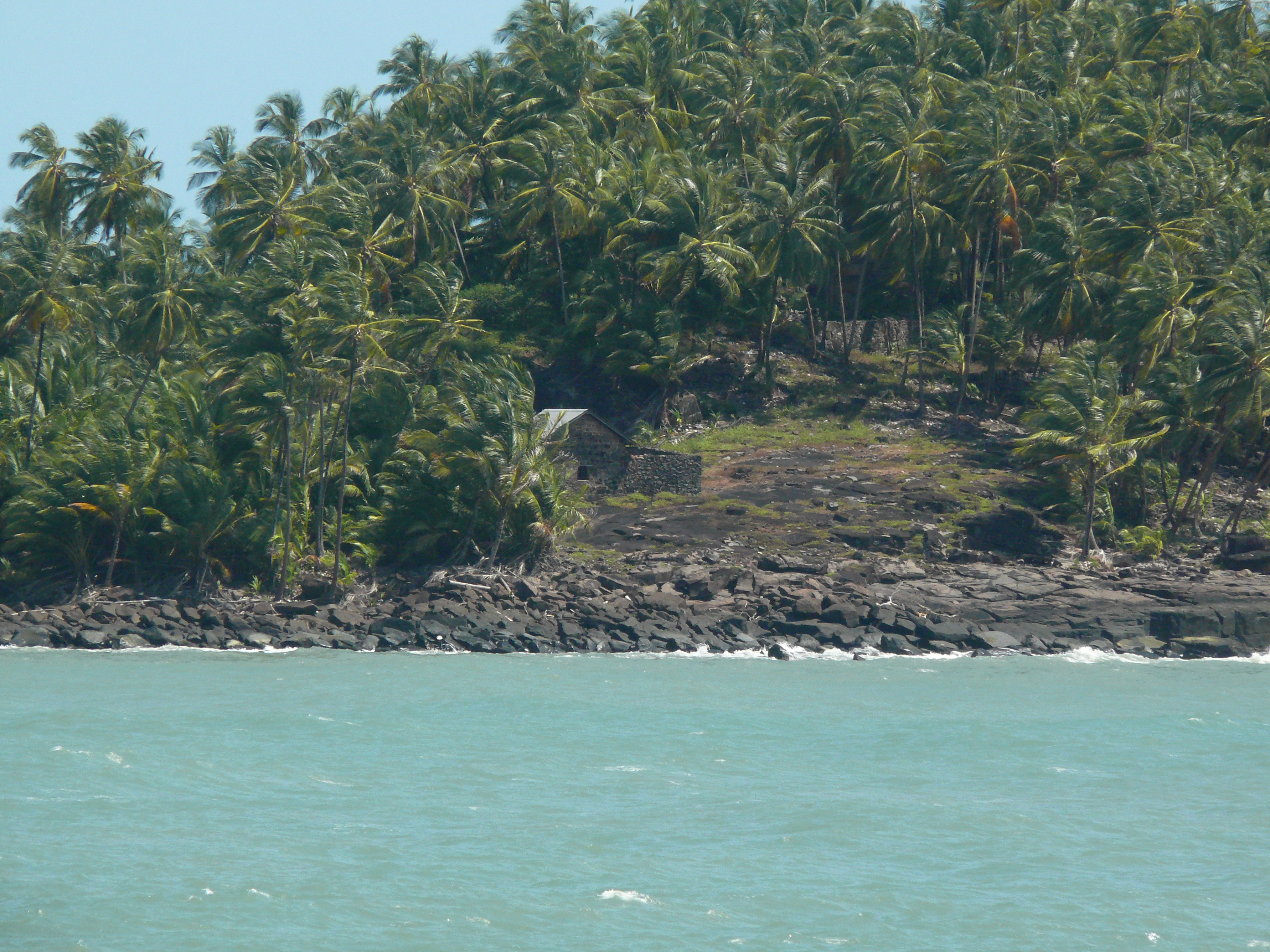
Casas em que permaneceu durante o período detido na Ilha do Diabo.
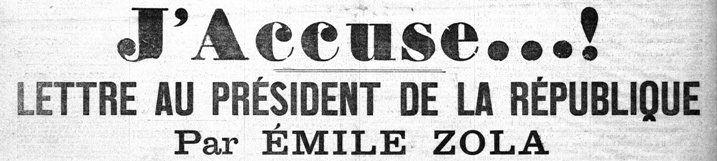
Título do artigo de Émile Zola em defesa de Dreyfus.
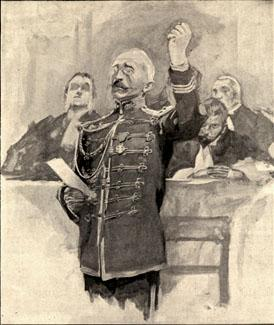
Dreyfus durante seu segundo julgamento, em Rennes.
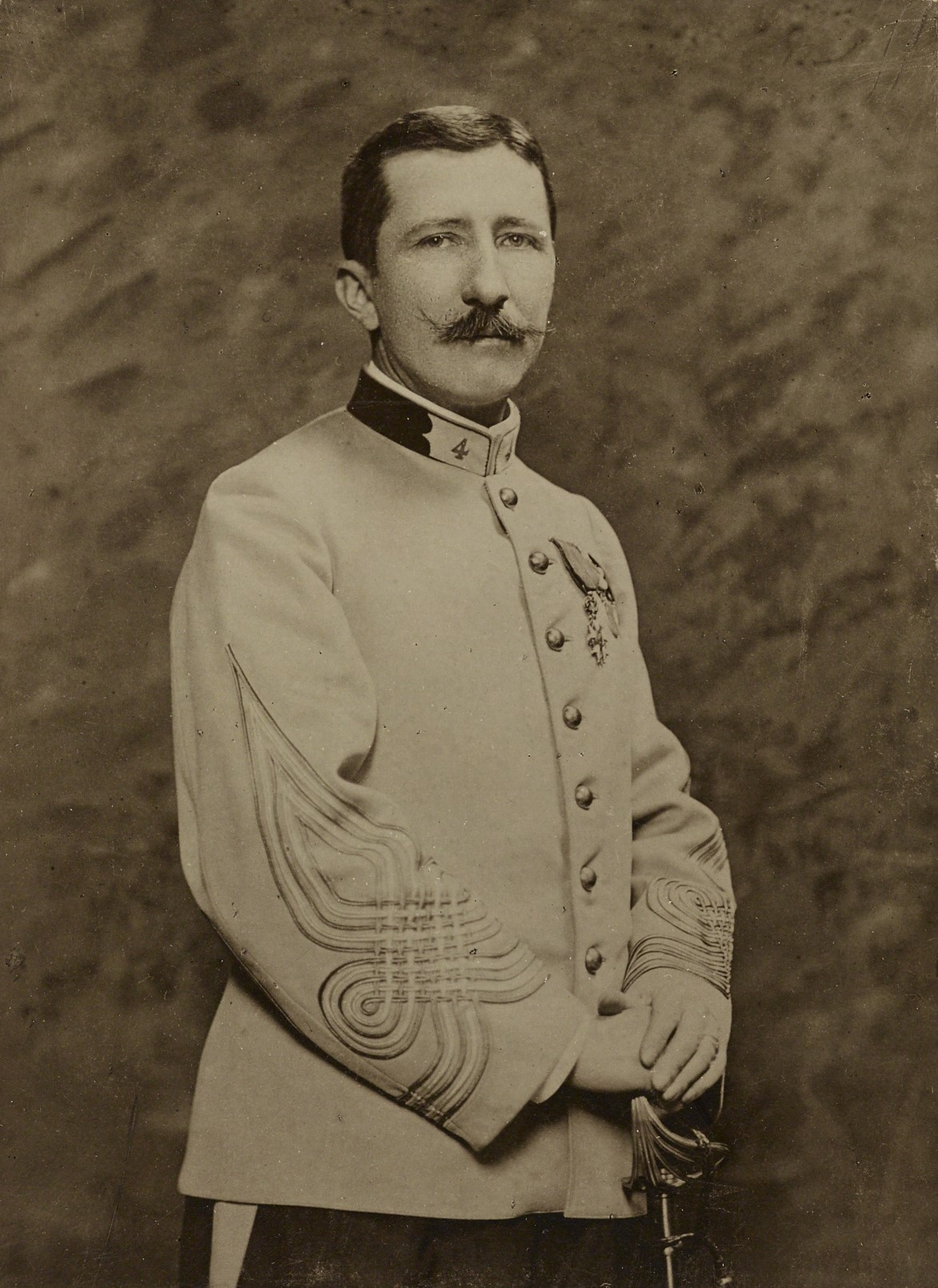
Georges Picquart, diretor da inteligência militar e personagem importante para a comprovação de sua inocência.
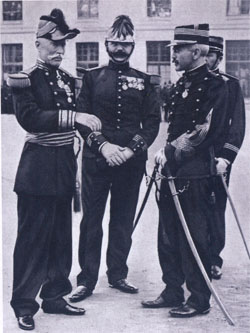
Reabilitado em 1906 (à direita). No centro, um investigador do caso, o capitão Antoine Louis Targe.
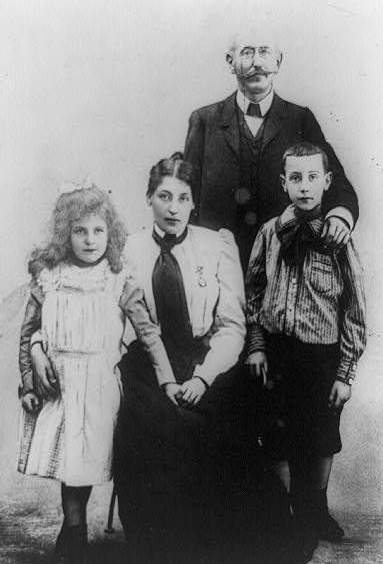
Família Dreyfus.
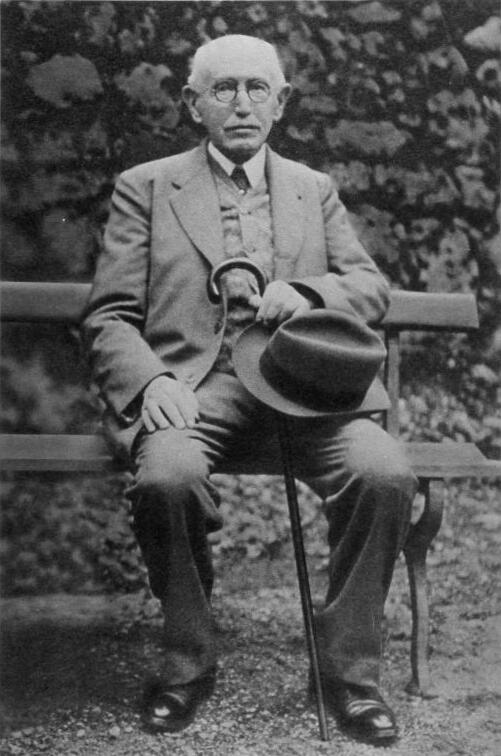
Alfred Dreyfus em 1930.